# Tratado de Xanten
El Tratado de Xanten (en alemán: en alemán: Vertrag von Xanten) se firmó en la ciudad renana homónima el 12 de noviembre de 1614. Los signatarios fueron Wolfgang Guillermo, conde palatino de Neoburgo, y Juan Segismundo, elector de Brandeburgo, y la ceremonia se verificó ante representantes de Inglaterra y Francia, que asistieron en calidad de mediadores del pacto.
El tratado puso fin a la crisis sucesoria en Juliers-Cléveris y al conflicto entre Wolfgang Guillermo y Juan Segismundo. Según lo dispuesto en el tratado, los territorios del Ducado de Berg, el Ducado de Jülich y el señorío de Ravenstein (ocupado por las Provincias Unidas hasta 1624, lo cede a Brandeburgo que lo entrega a Neoburgo en 1630) pasaron a manos de Wolfgang Guillermo. El Ducado de Cléveris, Condado de Mark y Ravensberg, por el contrario, se entregaron a Juan Segismundo. Estas fueron las primeras provincias de Renania y Westfalia que pasaron a ser gobernadas por la Casa de Hohenzollern, y constituyeron los más antiguos elementos de la futura Prusia renana y de la provincia de Westfalia.
Durante el conflicto, los dos adversarios habían buscado aliados: el de Brandeburgo había obtenido el apoyo Provincias Unidas de los Países Bajos, mientras el de Neoburgo (convertido al catolicismo) había hecho lo propio con España. Como ni españoles ni holandeses deseaban romper la Tregua de los Doce Años firmada en 1609, se entablaron negociaciones entre los dos bandos en las que participaron representantes ingleses y franceses, que concluyeron con la firma del tratado. Pese a la negativa española a evacuar la estratégica plaza de Wessel, que permanecería en poder español hasta el 19 de agosto de 1629, cuando fue tomada por las Provincias Unidas y la negativa de estas últimas a abandonar Julich (hasta su ocupación por los españoles en 1622). Se implantó una inestable paz en el territorio.

### Consecuencias
Los neerlandeses tampoco entregaron a Juan Segismundo Emmerich am Rhein, Schenkenschanz y Rees (Distrito de Cléveris), que ocupaban desde 1614. Convirtiéndolas en importantes fortalezas, que solo volvería al Margraviato de Brandeburgo en 1674. Previa ocupación francesa entre 1672-1674.
Los españoles mantendrían guarniciones en las fortalezas de Duren y Dusseldorf, hasta la entrada de Francia en 1635 en la guerra de los Treinta Años. 